# Le Notaire des Noirs
Le Notaire des Noirs est un roman de Loys Masson publié en 1961 aux éditions Robert Laffont et ayant reçu le Prix des Deux Magots l'année suivante.

## Éditions
- Le Notaire des Noirs, éditions Robert Laffont, 1961.

## Adaptations
- Le Notaire des Noirs, téléfilm de Jean-Paul Carrère, diffusé en 1968